# Roland Hanna
Sir Roland Hanna (Detroit, 1932. február 10. – Hackensack, 2002. november 13.) amerikai dzsesszzongorista, zeneszerző, zenekarvezető, zenetanár.

## Pályakép
Roland Hanna 11 éves korától klasszikus zongorázást tanult, de erősen érdekelte a dzsessz is, ugyanis a barátja, Tommy Flanagan felhívta rá a figyelmét. Ez az érdeklődés katonai szolgálata (1950-1952) alatt/után csak fokozódott.
Roland Hanna 1953-ban rövid ideig az Eastman School of Musicbon tanult, majd beiratkozott a Juilliard Schoolba. Két évvel később New Yorkba költözött.
Az 1950-es években Benny Goodmannel, Charles Mingusszal és másokkal dolgozott. 1960-ban szerzett diplomát. 1963-66-ban saját trióját vezette, majd 1966- 74 között a Thad Jones/Mel Lewis Orchestra állandó tagja volt. 1972-ben a Szovjetunióban is turnézott ezzel a zenekarral.
Az 1970-es években a New York Jazz Quartet tagja volt.
1980-as évek nagy részébere félig-meddig nyugdíjazta magát, bár zongorázott. Sarah Vaughan 1982-es Crazy and Mixed Up című albumához megírta a "Seasons" című dalt. Az évtized végén tért vissza a zenéléshez. Az 1980-as évek végén és az 1990-es évek elején a Lincoln Center Jazz Orchestra és a Smithsonian Jazz Masterworks Orchestra tagja volt. Ez idő tájt kezdett kamara- és zenekari zenét is komponálni. Egy általa írt balettet is előadtak.
1970-ben William Tubman libériai elnök tiszteletbeli lovagi címet adományozott Hannának az országában adott koncertjeiért, és hogy pénzt gyűjtsön az oktatásra. Ezután Hannát gyakran Sir Roland Hannának nevezték.
Hanna a Queens College Aaron Copland School of Music jazz professzora volt a Flushingban, New York államban, és számos más zeneiskolában is tanított.

## Albumok
válogatás)
- Destry Rides Again, 1959
- Easy To Love, 1963
- Child of Gemini, 1971
- Sir Elf, 1973
- A Jazz Hour With: Walkin', 1974
- Perugia, 1974
- Sir Elf Plus 1, 1977
- Time For The Dancers, 1977
- Glove, 1977
- A Gift From The Magi, 1978
- Plays The Music Of Alec Wilder (Helen Merrill Presents), 1978
- Impressions, 1979
- Swing Me No Waltzes, 1979
- Romanesque, 1982
- Gershwin Carmichael Cats, 1982
- Round Midnight, 1987
- Manhattan Christmas, 1987
- Duke Ellington Piano Solos, 1990
- Memoir: One For Eiji, 1990
- Live At Maybeck Recital Hall, Vol.32, 1993
- Hush-A-Bye: Dedicated To Roland Hanna, 1996
- Après un rêve, 2002
- Everything I Love, 2002

## Filmek
- Roland Hanna az IMDb-n